# Châlette-sur-Loing

Châlette-sur-Loing este o comună în departamentul Loiret din centrul Franței. În 1 ianuarie 2022 avea o populație de 12.958 de locuitori.